# Llista d'episodis de Plats bruts
Això és una llista de tots els capítols de la sèrie de televisió Plats bruts. Aquesta comèdia catalana es va estrenar el 19 d'abril de 1999 al canal de televisió TV3. Protagonitzada per Joel Joan, Jordi Sànchez i Mònica Glaenzel, es representa la convivència entre dos companys de pis de caràcters totalment diferents juntament amb la seva veïna. Es van emetre 73 episodis durant 6 temporades fins a l'any 2002, que es van deixar de rodar nous episodis.
Tots els títols dels capítols tenen la particularitat que comencen amb el verb "Tinc..." excepte quatre: Tenim un amor comú, No tinc assistenta, Tenim un merder i Ho tinc tot controlat.

## Temporades
| Temporada | Temporada | Episodis | Estrena               | Final                  | Audiència (espectadors) | Quota d'audiència |
| --------- | --------- | -------- | --------------------- | ---------------------- | ----------------------- | ----------------- |
|           | 1         | 13       | 19 d'abril de 1999    | 12 de juliol de 1999   | 846.000                 | 32,8%             |
|           | 2         | 16       | 6 de setembre de 1999 | 20 de desembre de 1999 | 949.000                 | 35,6%             |
|           | 3         | 10       | 3 de febrer de 2000   | 6 d'abril de 2000      | 1.004.000               | 37,2%             |
|           | 4         | 8        | 26 de juny de 2000    | 14 d'agost de 2000     | 1.123.000               | 41,3%             |
|           | 5         | 12       | 15 de gener de 2001   | 2 d'abril de 2001      | 1.051.000               | 39,8%             |
|           | 6         | 14       | 14 de gener de 2002   | 15 d'abril de 2002     | 1.024.000               | 38,8%             |

## Llista d'episodis

### Primera temporada
| Episodi | Codi | Títol                        | Director                    | Guió                                     | Emissió              |  |
| --- | ---- | ---------------------------- | --------------------------- | ---------------------------------------- | -------------------- |  |
| |      |                              |                             |                                          |                      |  |
| 1 | 1-01 | Tinc pis                     | Oriol Grau i Lluís Manyoses | Joel Joan i Jordi Sànchez                | 19 d'abril de 1999   |  |
| El capítol comença ensenyant uns retalls de diari on s'explica que fa uns deu anys, un monitor, en Josep Lopes, va perdre durant una setmana un grup de nens al Matagalls, entre els quals hi havia el David Güell. Ja a l'actualitat, el Lopes ha de començar a buscar pis perquè el seu pare se n'ha anat a viure a Porrera. D'altra banda, el David, per la pressió de sentir-se ridícul davant el seu nou amic Pol de l'Institut del Teatre, també es posa a buscar pis. Curiosament coincideixen en la visita d'un pis de lloguer de l'Eixample, que el Lopes acaba llogant per 90.000 pessetes (uns 541 euros), per una mena de subhasta que acaben fent amb el David. L'endemà, el Pol pregunta al David sobre el pis i aquest li acaba dient que el comparteix amb un antic amic, en Josep Lopes, i així serà perquè mentre el Lopes està ensenyant el pis a la seva parella, la Lídia (també anomenada "la sapo" per la semblança de la seva cara a la d'un gripau), el David apareix amb tots els seus objectes i comença a penjar pòsters. Aquesta situació fa que el Lopes i la Lídia se separin allà mateix, i acabin amb una relació de dotze anys. L'endemà coneixen l'Emma, una veïna que viu a la caseta de fusta que hi ha al celobert. Poc després el Lopes és acomiadat de la ràdio i es veu obligat a abandonar el pis, però en David s'ofereix a deixar-li diners. Al final de l'episodi apareix per primera vegada la Carbonell, l'assistenta d'en David que l'acompanya en l'emancipació. |      |                              |                             |                                          |                      |  |
| |      |                              |                             |                                          |                      |  |
| 2 | 1-02 | Tinc por                     | Oriol Grau i Lluís Manyoses | Sergi Pompermayer                        | 26 d'abril de 1999   |  |
| En Lopes es queixa a en David sobre la presència de la Carbonell a la casa. En David, per treure-se'l de sobre, li diu que se n'aprofiti i posi la seva roba bruta a la galleda d'en David perquè la Carbonell també la renti. La Carbonell s'adona que l'han enganyada i es declara en vaga indefinida. Paral·lelament, l'Emma agafa por veient la pel·lícula "Al final de la escalera" i el David intenta aprofitar-se'n per anar al llit amb ella, però el Lopes s'ofereix per dormir al sofà i talla el rotllo al David. L'endemà, tant el Pol al David com el Ramon al Lopes, els convencen que el que volia realment l'Emma era muntar un trio amb ells.De nit els dos companys de pis posen els matalassos al terra del menjador, amb un casset fan por a l'Emma i aconsegueixen passar la nit tots tres al mateix llit. Amb tot i això, a l'hora de la veritat no s'atreveixen a fer res. Al matí, l'Emma deixa clar a la Carbonell que ella volia fer un trio. Posteriorment, quan el Lopes està a punt de fer fora la Carbonell, s'assabenta que ella és amiga íntima del Charlton Heston, el seu ídol, i decideix repensar-s'ho. |      |                              |                             |                                          |                      |  |
| |      |                              |                             |                                          |                      |  |
| 3 | 1-03 | Tinc enveja                  | Oriol Grau i Lluís Manyoses | Núria Furió                              | 3 de maig de 1999    |  |
| El Lopes, per excusar-se davant la Mercedes, critica el nou becari que tenen, en Marc, i aquesta decideix no fer-li contracte. Ple de remordiments de consciència, el Lopes decideix ajudar-lo a fer una entrevista, però en veure que finalment el becari no li agraeix l'ajuda, decideix fer-li la punyeta. En Marc vol anar a fer una prova a la televisió i li demana al Lopes si el pot ajudar a preparar una entrevista a la Pilar Rahola. El Lopes ho aprofita per boicotejar-lo amb unes preguntes absurdes, però malauradament, la jugada no li surt bé i l'entrevista acaba sent un èxit. Mentrestant, en David i el Pol es presenten a un càsting per a una obra de teatre de Shakespeare però es comprometen a només acceptar el paper si els agafen a tots dos. Després de les proves, el David creu que l'escolliran i li demana al Pol de trencar el pacte. Just després, el Pol li explica que l'acaben de seleccionar a ell però en David, mort d'enveja, demana al Pol que no accepti la plaça i en Pol finalment hi renuncia. Poc després, la Carbonell ajuda el David a aconseguir el paper del Pol. Finalment, durant l'estrena de l'obra, quan en David veu el Pol entre el públic, es queda paral·litzat de tal manera que se l'han d'emportar de l'escenari perquè no pot vocalitzar. |      |                              |                             |                                          |                      |  |
| |      |                              |                             |                                          |                      |  |
| 4 | 1-04 | Tinc una edat                | Oriol Grau i Lluís Manyoses | Sergi Pompermayer                        | 10 de maig de 1999   |  |
| El Lopes decideix fer una festa d'aniversari a casa per celebrar els seus 35 anys. El David, en assabentar-se de la seva edat, s'indigna i el titlla de "vell". Inicialment el Lopes intenta fer-se el jove, però finalment anul·la la festa i intenta madurar. Malgrat tots els esforços, no aconsegueix ni hipoteca, ni dona, ni colesterol (les claus per ser madur, segons ell). Paral·lelament, el David s'adona que també es fa gran ja que alguns actors més joves que ell ja han aconseguit guanyar un Goya. Per altra banda, la Carbonell decideix deixar el tabac, però es posa molt nerviosa i necessita una bona dosi de medicaments per superar l'addicció a la nicotina. Tot i que estava segura de poder-ho deixar quan volgués, decideix continuar fumant d'amagat a causa dels múltiples entrebancs que se li presenten. - Al final de l'episodi, el David i el Lopes juguen a fer veure que han estat premiats amb un Goya i un Ondas respectivament. |      |                              |                             |                                          |                      |  |
| |      |                              |                             |                                          |                      |  |
| 5 | 1-05 | Tinc dubtes                  | Oriol Grau i Lluís Manyoses | Albert Plans                             | 17 de maig de 1999   |  |
| En un moment de debilitat, el Pol i l'Emma s'acaben enrotllant. L'endemà, el Pol no té gaire clar aquest canvi d'orientació sexual i va a veure el psicoanalista perquè l'ajudi a superar aquesta crisi, a més, el David s'enfada perquè no pot acceptar que el Pol hagi traït els seus principis. Per altra banda, al Lopes li encarreguen conduir un programa sobre sexe, però és tan poc el que sap sobre el tema que ha de llogar la Carbonell de negre perquè li escrigui els guions. El programa de ràdio té molt èxit i li cauen ofertes milionàries de tot arreu, fins i tot del Gabilondo. |      |                              |                             |                                          |                      |  |
| |      |                              |                             |                                          |                      |  |
| 6 | 1-06 | Tinc un pare hippy           | Oriol Grau i Lluís Manyoses | Sergi Pompermayer                        | 31 de maig de 1999   |  |
| De cop i volta apareix el pare del Lopes, l'Oriol, un hippie que fa de professor a Porrera. Allà s'ha quedat sense feina perquè ja no hi ha nens i ha vingut a demanar un milió de pessetes al Lopes perquè vol reformar la masia i convertir-la en una granja d'agro-turisme. El Lopes li diu que no perquè arriba just a final de mes, però l'amistat que agafen el David i l'Oriol el fa sentir culpable. El David, l'Oriol i l'Alba (una amiga del David) comencen a fer performances a La Rambla però l'Oriol acaba a la presó per resistència a l'autoritat. El Lopes s'enfada molt i l'obliga a buscar feina, de manera que l'Oriol comença a treballar de venedor d'enciclopèdies amb una imatge totalment diferent. |      |                              |                             |                                          |                      |  |
| |      |                              |                             |                                          |                      |  |
| 7 | 1-07 | Tinc fogots                  | Oriol Grau i Lluís Manyoses | Joel Joan i Jordi Sànchez                | 7 de juny de 1999    |  |
| Una atractiva becària, l'Ariadna, ha començat a treballar a la ràdio i el Lopes s'ha enamorat d'ella. El problema és que aquesta noia és la filla de la Mercedes i, a més, és menor d'edat. El Lopes la convida a sopar per parlar del programa encara que està preparant un sopar romàntic. Per acabar-ho d'adobar, l'Ariadna, que no és tan ingènua com sembla, també s'enamora d'ell, però el Lopes comença a tenir molts dubtes morals i es planteja deixar la relació mentre l'Ariadna sigui menor d'edat. Per altra banda, el David rep una "Carta de la buena suerte del Padre Ataulfo Remi" i es veu obligat a enviar cent cartes amb una pesseta inclosa per no trencar la cadena, ja que això li podria comportar moltes desgràcies. |      |                              |                             |                                          |                      |  |
| |      |                              |                             |                                          |                      |  |
| 8 | 1-08 | Tinc destí                   | Oriol Grau i Lluís Manyoses | Joel Joan i Jordi Sànchez                | 14 de juny de 1999   |  |
| El David rep una carta del Ministeri de Defensa on se li comunica que se li han acabat les pròrrogues i ha d'anar a fer la "mili" aquesta mateixa setmana. Tot i que inicialment no està disposat a anar-hi, fins i tot es disfressa de dona per evitar-ho, l'acaben convencent que és millor que s'hi presenti. Per la seva banda el Ramon, aprofitant que la seva dona ha de marxar uns quants dies, enganya el Lopes assegurant que s'ha separat de la seva dona i li demana que li llogui l'habitació del David per uns dies mentre aquest compleix els seus deures amb la pàtria. Després de la primera nit el David es presenta a casa dient que l'exèrcit l'ha declarat inútil total perquè li suen les mans. |      |                              |                             |                                          |                      |  |
| |      |                              |                             |                                          |                      |  |
| 9 | 1-09 | Tinc nervis                  | Oriol Grau i Lluís Manyoses | Mercè Sàrrias, Joel Joan i Jordi Sànchez | 21 de juny de 1999   |  |
| El Ramon convida a sopar el Lopes per celebrar el sant de la seva dona, la Rosa, que tot i que no parla gaire resulta ser una gran fan seva i sent una gran atracció per ell. Aprofitant que el Ramon s'emborratxa durant el sopar, la Rosa es llança sobre el Lopes i acaben tenint relacions sexuals a l'estudi de la ràdio. Paral·lelament, el David rep una oferta per fer un anunci de televisió i aconsegueix el paper gràcies a la Carbonell que li fa de representant. Automàticament es pensa que és una estrella i es torna molt insuportable, però no sap sobre quin producte ha de fer publicitat. |      |                              |                             |                                          |                      |  |
| |      |                              |                             |                                          |                      |  |
| 10 | 1-10 | Tinc una fan                 | Oriol Grau i Lluís Manyoses | Albert Plans                             | 28 de juny de 1999   |  |
| El Pol descobreix que l'Emma està enamorada del Lopes i li concerta, d'amagat d'ella, un cita a cegues amb el Lopes fent-se passar per una fan anònima. Quan el Pol li explica, ella s'espanta i s'amaga darrere la barra del bar. El Lopes entra i pregunta si ha vist alguna dona, el Pol, per treure's el merder li assenyala una francesa que està llegint en un taula. Per desgràcia del Pol i l'Emma, el Lopes i la francesa s'acaben enamorant. L'endemà, el Pol li explica al Lopes que ell va concertar la cita perquè creia que l'Emma estava enamorada. El Lopes decideix deixar la francesa i quan li demana a l'Emma de dinar junts, descobreix que just aquella nit l'Emma havia conegut un belga. D'altra banda el David i la Carbonell s'adonen que estan enganxats a la televisió i el David decideix donar el televisor a Càritas, pels nens del Sudan. Quan la Carbonell s'adona que no hi ha televisió per poc no té un atac de cor, i el David, que encara ho porta pitjor, acaba agafant una televisió de casa dels seus pares, però li demana a la Carbonell que guardi el comandament per només mirar els informatius i les pel·lícules bones. La Carbonell amaga molt bé el comandament i el David acaba desesperat i amb el pis potes enlaire buscant-lo. - La Ivonne, la francesa que lliga amb el Lopes, és interpretada per la Mònica Van Campen. |      |                              |                             |                                          |                      |  |
| |      |                              |                             |                                          |                      |  |
| 11 | 1-11 | Tinc problemes amb la mama   | Oriol Grau i Lluís Manyoses | Núria Furió, Joel Joan i Jordi Sànchez   | 5 de juliol de 1999  |  |
| El David descobreix que la seva mare té un amant, precisament ara que estan a punt de celebrar els vint-i-cinc anys de casats. Està convençut que el millor que pot fer és explicar-ho al seu pare però no sap com. Per acabar-ho d'adobar, el doctor Güell decideix que el millor lloc per celebrar les noces d'argent és a casa del David i que aquest s'encarregui de fer el sopar. El David no pot suportar tanta hipocresia i no s'hi escarrassa gens en preparar-lo. A mig sopar, els seus pares se'n van davant la desagradable actitud del seu fill. Els pares del David temen que s'hagi tornat drogoaddicte, de manera que van a parlar amb el Lopes perquè els expliqui què li passa al David, i aquest els diu que el seu fill és alcohòlic. |      |                              |                             |                                          |                      |  |
| |      |                              |                             |                                          |                      |  |
| 12 | 1-12 | Tinc problemes amb els papes | Oriol Grau i Lluís Manyoses | Mercè Sàrrias                            | 12 de juliol de 1999 |  |
| Ara que els seus pares s'han separat, el David ha de suportar que el seu pare convisqui amb ell i el continuï tractant com un nen petit. Fart del seu pare, intenta que es tornin a reconciliar per treure-se'l de sobre, de manera que munta una sessió de teràpia a l'Institut del Teatre pels seus pares on un professor es fa passar per psicòleg. Per altra banda, el Lopes ha llogat una plaça d'aparcament a Pedralbes, encara que no hi viu, no té cotxe, i tampoc el carnet de conduir. El Lopes comença a estudiar el temari però és massa per a ell, de manera que la Carbonell li passa el contacte d'un militar corrupte del sud d'Espanya que ven carnets de conduir per 100.000 pessetes. El Ramon aprofita per enganya-lo i li ven el seu "Seat 131 Supermirafiori" per 350.000 ptes, una carraca que no sabia com treure's de sobre. |      |                              |                             |                                          |                      |  |
| |      |                              |                             |                                          |                      |  |
| 13 | 1-13 | Tenim un amor comú           | Oriol Grau i Lluís Manyoses | Mercè Sàrrias                            | 19 de juliol de 1999 |  |
| El David està desesperat perquè no lliga, fins que s'adona que té possibilitats amb l'Emma, però el Lopes també hi està interessat. Així que acorden fer un pacte de no-agressió: cap dels dos intentarà lligar-se l'Emma i, per evitar temptacions, han d'estar sempre junts per veure-la. Malgrat el pacte, ambdós aconsegueixen quedar amb l'Emma per tenir relacions sexuals però ella no s'adona que ha quedat a la mateixa hora amb tots dos. L'Emma intenta escollir-ne un dels dos però és incapaç ja que li agraden tots dos. Mentrestant, la Carbonell ha creat una agència de viatges i ha organitzat un viatge per passar les vacances a la bonica població marroquina de Benimamalah, de manera que tempta el Pol, la Mercedes, el Ramon i la Rosa que acaben acceptant l'oferta sense saber que es trobaran tots a l'autobús per marxar junts. |      |                              |                             |                                          |                      |  |
| |      |                              |                             |                                          |                      |  |

### Segona temporada
| Episodi | Codi | Títol              | Director                    | Guió                                     | Emissió |  |
| --- | ---- | ------------------ | --------------------------- | ---------------------------------------- | ------- |  |
| |      |                    |                             |                                          |         |  |
| 14 | 2-01 | Tinc parella       | Oriol Grau i Lluís Manyoses | Núria Furió                              | 1999    |  |
| S'han acabat les vacances i la Carbonell, el Pol, en Ramon i la Rosa tornen del Marroc i es troben a l'Emma palplantada al menjador sense saber quin dels dos escollir per sortir junts, si el Lopes o el David. La Carbonell li suggereix que els "tasti" abans de triar i finalment decideix sortir amb tots dos sense que ells ho sàpiguen. L'Emma és molt feliç però ben aviat comencen a aparèixer els problemes, ha de fer totes les coses dues vegades: dinar, sopar, anar de copes, fer l'amor... Allà al Marroc, en Pol va salvar el Ramon de morir ofegat i aquest li està tan agraït que vol tornar-li el favor. El Pol, per deslliurar-se'n, li demana a canvi que li porti el bar i així ell pot aprofitar per descansar. |      |                    |                             |                                          |         |  |
| |      |                    |                             |                                          |         |  |
| 15 | 2-02 | Tinc enyorances    | Oriol Grau i Lluís Manyoses | Albert Plans                             | 1999    |  |
| L'Emma ha marxat de la caseta de fusta després d'haver tallat amb el Lopes i el David. Els nois no volen acceptar que estan molt deprimits i que la troben molt a faltar, però realment estan destrossats, no surten de casa, no es dutxen i tenen la casa feta un merder. A més, arriba un nou inquilí molt especial que ocupa la caseta de fusta i que els fa anar de bòlit, de manera que no tenen més remei que anar a buscar l'Emma perquè tot torni a la normalitat. Per altra banda, el Ramon descobreix una nova faceta com a DJ, cosa que la Mercedes no està disposada a aguantar i li dona un ultimàtum. El Ramon decideix plegar i així sentir-se un home lliure, encara que també aturat. - El nou inquilí és "El Sevilla" que s'interpreta a si mateix. |      |                    |                             |                                          |         |  |
| |      |                    |                             |                                          |         |  |
| 16 | 2-03 | Tenim un merder    | Oriol Grau i Lluís Manyoses | Sergi Pompermayer                        | 1999    |  |
| Un canvi de bosses de gimnàs farà que aparegui a casa dels nois un paquet amb tres quilos de cocaïna i que per la televisió anunciïn la mort del David a causa del malentès. Mentre discuteixen què fer-ne, els amos de la droga i la policia vigilen els seus moviments. Finalment, la policia visita als nois i els detenen juntament amb la Carbonell per possessió d'estupefaents. A la presó, els dos són interrogats i es culpen mútuament de l'origen de la droga. Paral·lelament, el Pol, el Ramon, l'Emma i la Mercedes juguen una timba de pòquer quan els arriba la notícia que el David és mort. La timba acaba amb la Mercedes borratxa, el Ramon arruïnat (ho ha perdut tot, fins i tot a ell mateix), i l'Emma i el Pol acusant-se mútuament de fer trampes. |      |                    |                             |                                          |         |  |
| |      |                    |                             |                                          |         |  |
| 17 | 2-04 | Tinc hipoteca      | Oriol Grau i Lluís Manyoses | Mercè Sàrrias                            | 1999    |  |
| Quan el David descobreix que el Pol no viu de lloguer, decideix que ell també ha de ser propietari i embolica al Lopes per demanar una hipoteca i fer reformes al pis. La cosa es complica quan descobreixen els avantatges fiscals que té fer-se parella de fet, de manera que signen els papers i comencen a somiar en les reformes. Per altra banda, l'Emma està obligada a fer un curset d'hostaleria per poder cobrar de l'atur. L'Emma no sap per on començar a estudiar de manera que la Carbonell i la Mercedes la guien perquè utilitzi una "xuleta". Finalment, les dues assisteixen a l'examen per ajudar a l'Emma a copiar. - Al final de l'episodi, el Lopes i el David canten una estrofa de l'havanera "La bella Lola" amb el Pol tocant la guitarra. |      |                    |                             |                                          |         |  |
| |      |                    |                             |                                          |         |  |
| 18 | 2-05 | Tinc un mal rotllo | Oriol Grau i Lluís Manyoses | Núria Furió                              | 1999    |  |
| El Lopes comet un error a la ràdio i la Mercedes li diu que vol passar per casa seva perquè li vol donar una notícia molt important. El Lopes sospita que la Mercedes el vol despatxar i això li provoca una crisi d'angoixa, ansietat, estrès i nervis. El que li passa realment a la Mercedes és que acaba de patir una ruptura amorosa, el seu company l'ha deixat per una jove txeca que toca el violí. Com que està molt sensible, mentre espera al Lopes a casa seva, comet l'error d'enrotllar-se amb el David. Aquest queda al·lucinat de l'experiència viscuda i s'enamora automàticament de la Mercedes, encara que ella li diu contínuament que se n'oblidi per sempre més. - Durant el capítol, el Lopes ha d'entrevistar al Tomàs Molina, però a causa del seu estat de nervis i a la gran quantitat de pastilles que pren, acaba vomitant i el convidat el pren per boig. |      |                    |                             |                                          |         |  |
| |      |                    |                             |                                          |         |  |
| 19 | 2-06 | Tinc poder         | Oriol Grau i Lluís Manyoses | Sergi Pompermayer                        | 1999    |  |
| Aprofitant que la Mercedes s'ha pres un any sabàtic, el Lopes ha estat nomenat nou director de Ràdio Bofarull, però el poder li ha pujat al cap. Comença a prendre mesures molt discutibles pel funcionament de l'empresa i es gasta tots els diners en productes i serveis luxosos per ell i la seva imatge, de manera que acaba arruïnant l'emissora i tots els companys es declaren en vaga en senyal de protesta. Paral·lelament, al David l'avergonyeixen per no haver llegit l'Ulisses de James Joyce, de manera que se sent ferit i decideix llegir-se'l. Inicialment busca la pel·lícula per tal d'estalviar-se la lectura però com que no la troba, acaba fent esforços titànics per llegir-se'l i no ser menys que els seus amics. |      |                    |                             |                                          |         |  |
| |      |                    |                             |                                          |         |  |
| 20 | 2-07 | Tinc una idea      | Oriol Grau i Lluís Manyoses | Núria Furió                              | 1999    |  |
| El Pol vol dinamitzar el Cafè Maurici i prepara una sèrie d'actuacions. El David es queda de pedra quan descobreix que el Pol li ha plagiat un monòleg que ell volia representar. El pitjor de tot és que el Pol triomfa i ningú creu al David quan reivindica la seva autoria. Per altra banda, la Carbonell i el Lopes pateixen un accident de trànsit i s'obsessionen amb la idea que la mort els pot sorprendre en qualsevol moment, de manera que la Carbonell comença a fer totes les gestions per preparar la seva mort i l'enterrament, i el Lopes comença a realitzar totes les activitats que li queden per gaudir de la vida i així viure al límit, carpe diem. - Al principi de l'episodi apareix el pallasso Marcel Gros fent un petit monòleg. - Durant l'episodi, el Pol és convidat al programa "La Cosa Nostra" on és entrevistat per l'Andreu Buenafuente. |      |                    |                             |                                          |         |  |
| |      |                    |                             |                                          |         |  |
| 21 | 2-08 | Tinc castanyes     | Oriol Grau i Lluís Manyoses | Albert Plans                             | 1999    |  |
| Ha arribat la nit de Tots Sants i el David ha preparat una terrorífica festa de Halloween, però el Lopes està molt aferrat a la tradició catalana i no vol perdre la seva identitat, de manera que ell celebrarà la castanyada. Malauradament, una maledicció pesa sobre el pis dels nois per una antiga llegenda molt macabra, fins i tot la immobiliària els paga una nit d'hotel perquè no passin la nit al pis. Els nois es neguen a marxar per celebrar la festa però comencen a produir-se una sèrie de fets paranormals que els deixa atrapats al pis i amb la desaparició de l'Emma. Després d'una sessió d'esoterisme sense èxit, se'ls apareix una nena vestida de comunió que parla un idioma estrany. |      |                    |                             |                                          |         |  |
| |      |                    |                             |                                          |         |  |
| 22 | 2-09 | Tinc futur         | Oriol Grau i Lluís Manyoses | Núria Furió                              | 1999    |  |
| Després d'un temps desapareguda, la Lídia, l'ex del Lopes, ha tornat del Brasil per proposar-li que la deixi embarassada. Al principi, el Lopes està disposat a formar una família, però la Lídia li diu que vol ser mare soltera al Brasil i que només necessita d'ell un espermatozou. Després d'això, el Lopes es nega a fer-ho perquè no vol tenir un fill al qual no pugui veure mai, però finalment, el David el convenç i accepta. Paral·lelament, la Carbonell llegeix els horòscops i es comencen a complir totes les prediccions. A la Mercedes, que inicialment n'és escèptica, li desapareixen els dubtes quan ho veu, de manera que decideix invertir diners a la borsa tal com explica el seu horòscop. |      |                    |                             |                                          |         |  |
| |      |                    |                             |                                          |         |  |
| 23 | 2-10 | Tinc honor         | Oriol Grau i Lluís Manyoses | Albert Plans                             | 1999    |  |
| El Pol ha conegut l'Amor, un ballarí que estudia a l'Institut del Teatre i que també és gai. Quan els dos s'enamoren i comencen a sortir junts, el David s'adona que està perdent el seu millor amic i se sent sol. Per altra banda, a canvi de favors passats, la Carbonell ha de cuidar el gat del Padrino de la màfia italiana, però necessita l'ajuda del Lopes i l'Emma per protegir-lo. El problema és que el Lopes és al·lèrgic al pèl de gat i l'Emma té por a les bèsties. Com que no el vigilen, acaba passant una desgràcia i el gat mor atropellat. Després d'aquest succés, hauran d'anar a passar comptes amb la màfia perquè els perdoni. |      |                    |                             |                                          |         |  |
| |      |                    |                             |                                          |         |  |
| 24 | 2-11 | Tinc un virus      | Oriol Grau i Lluís Manyoses | Sergi Pompermayer                        | 1999    |  |
| El David agafa un refredat molt estrany, i com que no es refia del metge del "seguro", reclama els serveis d'un especialista privat molt car que li demana que es faci diverses anàlisis. Com que no saben què té, l'ingressen a l'hospital per fer-li més proves i operar-lo del que faci falta. L'Emma és una enemiga aferrissada dels telèfons mòbils i els amics decideixen fer-li una broma per demostrar la seva hipocresia. Així que li regalen un telèfon mòbil i ella sucumbeix a la temptació i acaba enganxada de mala manera. - Al final de l'episodi hi ha una paròdia sobre la sèrie catalana "Poblenou", quan apareixen els actors que interpretaven els pares del David en aquesta sèrie, ja que també havia estat ingressat a l'hospital durant alguns episodis. |      |                    |                             |                                          |         |  |
| |      |                    |                             |                                          |         |  |
| 25 | 2-12 | Tinc pistes        | Oriol Grau i Lluís Manyoses | Albert Plans                             | 1999    |  |
| Un assassí en sèrie que ha començat a matar gent al barri de l'Eixample ja ha assassinat tres persones. El Lopes comença a prendre mesures de seguretat perquè s'adona que cada vegada mata més a prop de casa i la Carbonell descobreix el mètode per escollir les víctimes, l'ordre alfabètic. Aquests indicis porten a pensar que la pròxima víctima pot ser el David. La policia els ve a visitar i els dona una descripció i un retrat robot de l'assassí. Amb aquestes pistes, el David creu que l'Emma és la culpable i convenç al Lopes i a la Carbonell per pujar al pis de l'Emma a investigar. Allà es troben el revisor del gas mort a l'armari, però l'Emma els demostra que no és l'assassina. Per la seva banda, el Ramon demostra al Pol i a la Mercedes que és karateka cinturó negre, de manera que els entrena per poder-se defensar si es troben l'assassí. |      |                    |                             |                                          |         |  |
| |      |                    |                             |                                          |         |  |
| 26 | 2-13 | Tinc un fletxasso  | Oriol Grau i Lluís Manyoses | Sergi Pompermayer                        | 1999    |  |
| L'Oriol, el pare del Lopes, coneix a la Carbonell en una discoteca sense saber que tenen una estreta relació. Després d'haver passat la nit junts, l'endemà s'adonen que no saben ni el nom ni el telèfon de l'altre. L'Oriol demana al David que l'ajudi a buscar-la, i la Carbonell fa el mateix amb el Lopes. Casualment, ambdós passen força estona a casa dels nois però mai coincideixen. El David busca la dona misteriosa per internet i el Lopes busca l'home misteriós per la ràdio. Quan ja començaven a desesperar-se, acaben coincidint al Cafè Maurici i tan el Lopes com el David els deixen el pis perquè puguin estar sols sense saber encara el lligam que tenen. Per la seva banda, l'Emma ha acumulat un deute molt important amb el Pol perquè mai paga les seves consumicions, i el Pol no li servirà rés més fins que el liquidi. L'Emma demana diners a la Mercedes i fa veure que està arruïnada per fer pena al Pol i així li perdoni el deute.                                                                                        |      |                    |                             |                                          |         |  |
| |      |                    |                             |                                          |         |  |
| 27 | 2-14 | Tinc un berenar    | Oriol Grau i Lluís Manyoses | Mercè Sàrrias                            | 1999    |  |
| La Carbonell i l'Oriol estan ben enamorats i no paren de sortir de festa, però fan patir constantment al Lopes i al David. Els nois no veuen amb bons ulls que la relació de la Carbonell i l'Oriol sigui tan poc formal i els emboliquen de tal manera que acaben convertint un simple berenar en un casament. A cap dels dos els agrada la idea de casar-se però per tal de no ferir els sentiments de la parella, accepten ambdós. Els nois s'encarreguen de la preparació de tot el muntatge, primer intenten fer un casament civil però els jutjats no els convenç, de manera que després pensen en una cerimònia en una petita església romànica oficiada per un mossèn "progre". Mentrestant, el Ramon i la Mercedes s'encarreguen de preparar un comiat de solters per separat. - Les imatges del casament i la desfilada són un muntatge de l'enllaç entre la Infanta Cristina i Iñaki Urdangarín que es va realitzar a la Catedral de Barcelona. |      |                    |                             |                                          |         |  |
| |      |                    |                             |                                          |         |  |
| 28 | 2-15 | Tinc família       | Oriol Grau i Lluís Manyoses | Núria Furió                              | 1999    |  |
| Ha arribat el Nadal i els nois comencen a adornar la casa mentre esperen l'arribada de la Carbonell i l'Oriol del viatge de lluna de mel. Han decidit passar aquestes festes junts però les coses han canviat a casa, els nois s'han d'adaptar a les noves relacions familiars. El Lopes s'ha convertit en el fillastre de la Carbonell i ella el tracta de la mateixa forma que el David, cosa que aquest no accepta ja que sempre havia estat el fill mimat. Les coses es van complicant i quan arriba el cagatió, apareixen tots els draps bruts. Per altra banda, el Ramon està muntant el pessebre de casa seva allà on el deixen perquè fan obres a casa seva, la Mercedes intenta evitar qualsevol cosa relacionada amb el Nadal perquè el detesta, el Pol es passa tot el dia menjant els polvorons que li ha enviat la seva mare, i l'Emma descobreix el Nadal ja que ella va tenir una educació molt atea. - Al final de l'episodi, els protagonistes canten la nadala "Santa Nit".                                                                    |      |                    |                             |                                          |         |  |
| |      |                    |                             |                                          |         |  |
| 29 | 2-16 | Tinc meta          | Oriol Grau i Lluís Manyoses | Mercè Sàrrias, Joel Joan i Jordi Sànchez | 1999    |  |
| Episodi especial on es parodia el rodatge d'un episodi de la pròpia sèrie i es veuen les relacions reals entre els actors. El Lopes interromp el rodatge perquè està fart del seu personatge, es rebel·la contra el guionista i el despatxa. El mal humor del Lopes prové que després d'un any fent la sèrie, no s'ha fet famós ni guapo. Mentre el Lopes i el David discuteixen què fer amb la sèrie, es descobreixen tots els mals rotllos que hi ha entre els actors. Per exemple, l'Emma, que representa que està casada amb el Ramon, sent molta atracció sexual pel Pol, que en realitat és un noi molt seductor que lliga amb totes les dones del rodatge. El David s'està repensant tornar a la sèrie Periodistas, el Ramon és un intel·lectual que es penedeix d'haver deixat la literatura i les classes de la Universitat Ramon Llull, la Carbonell està farta dels dos protagonistes són uns xitxarel·los i perquè per culpa d'ells es quedarà sense feina, i la Mercedes, que és hippy, no s'adona de les males relacions amb la resta de companys. |      |                    |                             |                                          |         |  |
| |      |                    |                             |                                          |         |  |

### Tercera temporada
| Episodi | Codi | Títol              | Director                    | Guió              | Emissió |  |
| --- | ---- | ------------------ | --------------------------- | ----------------- | ------- |  |
| |      |                    |                             |                   |         |  |
| 30 | 3-01 | No tinc assistenta | Oriol Grau i Lluís Manyoses | Núria Furió       | 2000    |  |
| La Carbonell i l'Oriol se n'han anat a viure a Porrera a fer vida de casats. Des que la Carbonell va marxar, el David s'ha quedat sense assistenta i està experimentant el fet d'haver-se d'espavilar a fer les coses tot sol. El David es rendeix i intenta buscar una nova assistenta. Quan el Lopes s'assabenta el David pagava 300.000 ptes a la Carbonell, s'ofereix voluntàriament a ser la nova dona de fer feines. El Lopes fa tota la feina de forma impecable però després d'uns quants dies, el David troba a faltar el Lopes com a amic. Per altra banda, el Pol està molt tou i susceptible per qualsevol cosa que li diuen. La resta d'amics intenten tractar-lo amb molt afecte però sense voler encara el fereixen més perquè és massa sensible. Finalment cau en una depressió molt greu i intenta suïcidar-se. |      |                    |                             |                   |         |  |
| |      |                    |                             |                   |         |  |
| 31 | 3-02 | Tinc clarianes     | Oriol Grau i Lluís Manyoses | Sergi Pompermayer | 2000    |  |
| El Lopes i el David comencen a fer entrevistes a diverses persones per contractar una nova assistenta però al final acaben contractant un majordom, l'Anthony. L'Emma el coneix per casualitat i sent molta atracció per ell tot i ser un home força gran. Més endavant, l'Emma intenta parlar amb ell i descobreix que l'atracció és mútua. Per altra banda, el Lopes ha aconseguit una prova per ser el nou presentador del programa musical de televisió Sputnik. Els amics li insinuen que és una mica calb i s'acaba obsessionant de tal manera que se'n va a fer la prova amb una perruca. - Quan el Lopes va a fer la prova per l'Sputnik, hi ha present la presentadora vertadera del programa, la Tània Sàrrias. - Al final de l'episodi, el Lopes acudeix a una associació de calbs presidida per en Tomàs Molina. |      |                    |                             |                   |         |  |
| |      |                    |                             |                   |         |  |
| 32 | 3-03 | Tinc defensa       | Oriol Grau i Lluís Manyoses | Albert Plans      | 2000    |  |
| L'Oriol i la Carbonell s'han separat a causa de la rutina i ella ha decidit tornar a Barcelona. El Lopes s'assabenta que el seu pare va heretar fa temps unes 5.000 hectàrees de terres, però l'Oriol, en lloc de vendre-les i ser rics, va decidir mantenir-les verges com a reserva natural perquè els animals poguessin viure en llibertat. El David veu l'oportunitat de fer-se ric així que intenta convèncer a la Carbonell que tramiti el divorci per compartir els béns de l'Oriol. Així que per culpa del Lopes i el David, l'Oriol i la Carbonell s'acaben denunciant mútuament i se citen a un judici. Per altra banda, el Ramon intenta demostrar que és amic de tota la vida d'en Sergi Barjuan però els altres no el creuen. Els amics munten un sopar i burxen al Ramon perquè convidi al Sergi. Finalment el convenç i queden per sopar al Cafè Maurici però arriba molt tard i els altres ja han marxat tots. |      |                    |                             |                   |         |  |
| |      |                    |                             |                   |         |  |
| 33 | 3-04 | Tinc nació         | Oriol Grau i Lluís Manyoses | Mercè Sàrrias     | 2000    |  |
| El David ha aconseguit que l'agafin per participar en un càsting per fer una pel·lícula a Madrid, i com que no vol desaprofitar l'oportunitat, se n'hi va l'endemà mateix. Al Lopes se li apareix la seva consciència nacional i li diu que ha d'anar a Madrid a convèncer el David perquè torni a Catalunya. El Lopes fa cas del missatge i se'n va a Madrid amb el Pol, ja que a ell li agrada molt la ciutat. Allà es troben el David que els presenta el director de la pel·lícula i després, el Pol l'avisa que ha notat que és homosexual. Més tard, el Pol aprofita per fer un vol per la ciutat i intentar lligar amb algun home, ja que diu que a Madrid hi ha molts més gais. Mentrestant, el Lopes es passa tota la nit al bar parlant amb un home que coneix allà, i després de la borratxera, sent que s'ha enamorat de la vida madrilenya i s'hi vol quedar a viure. |      |                    |                             |                   |         |  |
| |      |                    |                             |                   |         |  |
| 34 | 3-05 | Tinc un pla        | Oriol Grau i Lluís Manyoses | Núria Furió       | 2000    |  |
| El David coneix una amiga de l'Emma que li agrada molt però no sap com fer-ho per sortir amb ella sense que es noti que està desesperat. El Pol el convenç perquè la truqui i li digui que vingui a una festa que ha muntat però que en realitat serà un sopar romàntic. Quan té el sopar gairebé muntat, la Lola truca per si pot convidar a una amiga i ell accepta, de manera que ha de muntar una festa en molt poca estona perquè la Lola no noti res. Per altra banda, el Lopes, per tal d'evitar anar a Porrera amb el seu pare, s'ofereix voluntari per cuidar el net del senyor Bofarull. Quan arriba a casa amb Ramon i el bebè, es troba el pis ple de gent que el David ha contractat per la festa i s'ha de tancar a seva habitació per no molestar. El David intenta lligar amb la Lola però la seva amiga, la Marina, els interromp contínuament i no sap què fer perquè els deixi tranquils. Mentrestant, l'Emma va bevent tot el que troba, la Carbonell es dedica a explicar les seves "batalletes" per tal que els nois li facin cas i el Lopes i el Ramon perden la criatura per la casa. |      |                    |                             |                   |         |  |
| |      |                    |                             |                   |         |  |
| 35 | 3-06 | Tinc espelma       | Oriol Grau i Lluís Manyoses | Sergi Pompermayer | 2000    |  |
| El David ha començat a sortir amb la Lola però s'ha enamorat de la seva amiga, la Marina. Per tal de tallar amb ella, el David prepara un sopar romàntic perquè la Marina i el Lopes es coneguin però el propòsit real és que el Lopes li tregui la xicota al David i així aquest tingui via lliure per sortir amb la Marina. El sopar acaba en desastre, i el Lopes s'ofereix per convèncer a la Lola que el David és un mal noi, però es torna a equivocar i parla amb la Marina. Per altra banda, l'Emma descobreix l'origen nobiliari del seu cognom, que no és altre de l'hereva més directa de Martí l'Humà, és a dir, en cas d'una monarquia catalana, ella en seria la reina. - Durant un moment de l'episodi, quan en David es declara a la Marina, es du a terme una paròdia de Terra Baixa. |      |                    |                             |                   |         |  |
| |      |                    |                             |                   |         |  |
| 36 | 3-07 | Tinc nòvia         | Oriol Grau i Lluís Manyoses | Mercè Sàrrias     | 2000    |  |
| El David ha començat a sortir amb la Marina però els amics no entenen com una noia tan maca i intel·ligent pot sortir amb ell. El David començar a dubtar de la relació i el Lopes el convenç que la Marina surt amb ell per tractar-lo com a home objecte, de manera que decideix passar-se tota l'estona fent peses i no parlar gaire. La Marina no entén res i al final acaben discutint perquè el David segueix els consells dolents que li dona el Lopes. Mentrestant, el Pol ha de marxar durant uns dies perquè s'ha d'operar de fimosi i li demana a l'Emma que s'encarregui del bar. Ell se sent molt avergonyit per l'operació i li comenta a l'Emma que expliqui que ha marxat per assumptes personals. Quan el Pol marxa, l'Emma és incapaç de mantenir gaire estona el secret i ràpidament els explica als altres el perquè de la seva absència. |      |                    |                             |                   |         |  |
| |      |                    |                             |                   |         |  |
| 37 | 3-08 | Tinc un somni      | Oriol Grau i Lluís Manyoses | Albert Plans      | 2000    |  |
| La Marina ha marxat uns dies per motius laborals i el David la troba molt a faltar. Per matar el temps, l'Emma el convenç per gastar una broma al Pol i fer-li creure que ha guanyat un premi literari de poesia catalana. Anteriorment, l'Emma ja havia enganyat al Ramon fent-li creure que una amiga seva el volia conèixer, i aquest ja està desesperat per assistir a la cita a cegues. El Pol es creu la broma i el David se sent malament quan veu la il·lusió que té el Pol per haver guanyat, de manera que decideix fer tot el possible perquè el Pol no descobreixi la veritat. Per altra banda, el Lopes retroba un vell amic de l'institut amb el qual tocaven rumbes. Casualment, aquest amic és el mànager de l'Ana Belén i li proposa rellançar la seva carrera artística. Inicialment creu que és una mala idea però la Carbonell el convenç quan el sent tocar, de manera que truca el seu amic i aquest li prepara el debut com a teloner del Moncho a la Sala Apol·lo. - El nom artístic del Lopes quan decideix debutar és "El paio d'Hostafrancs".                                      |      |                    |                             |                   |         |  |
| |      |                    |                             |                   |         |  |
| 38 | 3-09 | Tinc mala sort     | Oriol Grau i Lluís Manyoses | Núria Furió       | 2000    |  |
| La Marina convida al David a una important expedició per estudiar un tipus de peix del Mediterrani, i aquest accepta la proposta per no decebre-la. El problema és que el David té pànic a l'aigua i no sap nedar. Desobeint els consells de la Carbonell, assisteix a l'expedició, però quan arriba el moment de bussejar, li entra la por i s'inventa diverses excuses per no llançar-se a l'aigua. Després de diversos intents, decideix tirar-se a terra per fer veure que s'ha quedat paraplègic i han de suspendre l'expedició. Per altra banda, l'Emma ha trobat una nova feina, cobradora del frac, i el seu primer morós a seguir és el Lopes perquè no ha pagat un dels crèdits que té demanats. L'Emma el segueix a tot arreu i el Lopes comença a tornar-se boig a causa de l'estrès que li provoca l'Emma. |      |                    |                             |                   |         |  |
| |      |                    |                             |                   |         |  |
| 39 | 3-10 | Tinc pànic         | Oriol Grau i Lluís Manyoses | Sergi Pompermayer | 2000    |  |
| Ràdio Bofarull és apunt de tancar a causa de la baixa audiència, però al Ramon se li acut una idea per impedir-ho, un programa especial sobre una ràdio-novel·la on s'explica una fuita a la central nuclear d'Ascó. Per dur a terme el relat de la història, compta amb l'ajut del Lopes, el Pol i el David. Mentrestant, l'Emma torna a cercar feina i aquest cop s'interessa per entrar al cos dels Mossos d'Esquadra. Quan comença el programa especial de Ràdio Bofarull, el pànic s'estén a Barcelona perquè la gent es creu la història, i l'Emma és acceptada a causa del rebombori i a la falta d'efectius. Per acabar-ho d'adobar, el David, que encara pateix les seqüeles de la ruptura amb la Marina, s'introdueix tan en el paper que s'acaba tornant boig. |      |                    |                             |                   |         |  |
| |      |                    |                             |                   |         |  |

### Quarta temporada
| Episodi | Codi | Títol              | Director                    | Guió              | Emissió |  |
| --- | ---- | ------------------ | --------------------------- | ----------------- | ------- |  |
| |      |                    |                             |                   |         |  |
| 40 | 4-01 | Tinc contraccions  | Oriol Grau i Lluís Manyoses | Núria Furió       | 2000    |  |
| La Lídia ha tornat del Brasil perquè ha acabat la seva feina allà i es troba a l'etapa final del seu embaràs amb el Lopes. El David creu que la Lídia ha tornat per crear una família i li recomana al Lopes que marxi per evitar problemes. El Lopes està molt il·lusionat amb el naixement de la seva filla i acompanya a la Lídia a tot arreu, però comença a dubtar del que realment vol fer en el futur. La cosa encara es complica més quan la Lídia trenca aigües a casa dels nois i ha de tenir un part natural allà mateix. Per altra banda, el Pol i la Carbonell s'enfronten a l'Emma i al Ramon en un concurs de televisió per guanyar un viatge a les Illes Fiji. - La presentadora del concurs és l'Elisenda Roca. - L'episodi està dedicat a la memòria d'Enric Pous, que interpreta el personatge de doctor de la Seguretat Social. |      |                    |                             |                   |         |  |
| |      |                    |                             |                   |         |  |
| 41 | 4-02 | Tinc baves         | Oriol Grau i Lluís Manyoses | Albert Plans      | 2000    |  |
| La Maria ha nascut i el Lopes se sent l'home més feliç del món. Il·lusionat amb la seva nova vida, comença a pensar i a planejar el seu futur amb la seva filla. Per altra banda, la Carbonell i l'Emma inicien una lluita aferrissada per ser la padrina de la nena, i el David s'adona que no sent cap tipus d'emoció envers la Maria i comença a preocupar-se per la seva insensibilitat. Mentrestant, tal com tenia pensat inicialment, la Lídia ha decidit a tornar al Brasil per ser mare soltera, però després de veure la il·lusió que té el Lopes amb la nena, no sap com dir-li per no ensorrar-lo. Finalment li explica la trista noticia al Lopes i aquest, per no pensar més en la Maria, comença a treballar molt dur i moltes hores per poder triomfar a la ràdio. El David, per demostrar que és molt sensible, munta una festa de comiat molt emotiva a la Lídia. |      |                    |                             |                   |         |  |
| |      |                    |                             |                   |         |  |
| 42 | 4-03 | Tinc temps         | Oriol Grau i Lluís Manyoses | Albert Plans      | 2000    |  |
| El David ha llegit que el Leonardo DiCaprio fa moltes activitats, de manera que creu que per estar a la seva alçada ha d'estudiar i fer tot el que ha fet ell i així podrà triomfar. Seguidament s'apunta a classes de mim, esgrima, claqué, baix, cant, dansa contemporània, culturisme i malabarisme. Mentrestant, el Pol li proposa al David que l'ajudi a fer un treball de teatre, i ell accepta, però com que té tota la setmana ocupada i va de cul, no arriba mai a temps i sempre el deixa penjat. Per altra banda, el Lopes ha decidit donar-se un capritx, comprar-se un flam. Per ell, menjar-se un flam és com un ritual, de manera que el compra i el desa a la nevera per cruspir-se'l en el moment més idoni. Després d'uns dies, l'Emma se'l menja d'amagat i el Lopes munta un sarau per descobrir qui se l'ha menjat. |      |                    |                             |                   |         |  |
| |      |                    |                             |                   |         |  |
| 43 | 4-04 | Tinc bon cor       | Oriol Grau i Lluís Manyoses | Mercè Sàrrias     | 2000    |  |
| Al Lopes l'estan embargant i el seu pare no li pot retornar els diners que ell li va deixar per plantar ceps a la masia, de manera que al pis només hi queda la televisió perquè és del David. El David està enganxat al programa de la Mari Pau Huguet i casualment estan buscant gent que està molt endeutat, de manera que assisteix al programa per explicar el cas del Lopes. Allà comença a exagerar els problemes del Lopes i acaba dient que l'Oriol, el seu pare, té una malaltia terminal molt estranya i que s'ha arruïnat per pagar els tractaments. Tothom es creu l'entrevista del David i comencen a fer donacions al Lopes per ajudar-lo a pagar els tractaments. Amb els diners, el Lopes torna a moblar el pis en gastar-se'ls en capritxos, però sobtadament els visita l'Oriol per demanar explicacions. El Lopes continua amb la mentida perquè està guanyant molt diners però el David no aguanta la pressió, de manera que confessa i preparen un pla per fer creure al Lopes que el seu pare s'ha suïcidat. |      |                    |                             |                   |         |  |
| |      |                    |                             |                   |         |  |
| 44 | 4-05 | Tinc mètode        | Oriol Grau i Lluís Manyoses | Mercè Sàrrias     | 2000    |  |
| Un important professor estranger a vingut a fer un seminari a l'Institut del Teatre però els seus mètodes d'ensenyament són una mica controvertits. El David el troba genial i el comença a imitar, en canvi, al Pol li cau fatal i fins i tot l'insulta. Per altra banda, el Lopes ha trobat el diari personal de l'Emma i el comença a llegir juntament amb la Carbonell. L'Emma inicia una cerca desesperada i com que no el troba, comença a penjar cartells avisant de la seva perillositat en cas de llegir-lo. La Carbonell i el Lopes, encuriosits, li pregunten a l'Emma sobre aquest perill i ella els explica que les pàgines del diari tenen un verí mortal, com la novel·la "El nom de la rosa" d'Umberto Eco. |      |                    |                             |                   |         |  |
| |      |                    |                             |                   |         |  |
| 45 | 4-06 | Tinc pipí          | Oriol Grau i Lluís Manyoses | Núria Furió       | 2000    |  |
| El David s'ha tancat al lavabo de casa i no en pot sortir malgrat els intents de la Carbonell i l'Emma per ajudar-lo ja que es tracta d'un refugi atòmic. Mentrestant, el Lopes s'encarrega de passar-li menjar per sota la porta i beure pel forat del pany. Per altra banda, ha mort el senyor Maurici, l'amo del bar on treballa el Pol, i li ha deixat en herència sempre que no el vengui. El Pol accepta el tracte i remodela el bar d'acord amb els seus gustos homosexuals. El problema és que també ha rebut una oferta per treballar en la sèrie de televisió "7 vidas" de Telecinco per la qual s'hauria de traslladar a Madrid. El Pol es troba davant el dilema més important de la seva vida, seguir el seu somni de ser actor pel qual haurà de deixar la seva vida actual, o ser propietari del bar amb el qual podrà guanyar molts diners però haurà de renunciar a una oportunitat única. - El Pol deixa la sèrie per anar a treballar a "7 vidas" com en la vida real. |      |                    |                             |                   |         |  |
| |      |                    |                             |                   |         |  |
| 46 | 4-07 | Tinc hortet        | Joel Joan                   | Sergi Pompermayer | 2000    |  |
| El David, convençut per les paraules de Francesc Mauri, es preocupa pel canvi climàtic i per l'efecte hivernacle, així decideix tornar-se ecologista. En primer lloc, prohibeix utilitzar desodorants, després omple la cuina de contenidors per reciclar tota mena de material, i finalment, es dona de baixa d'electricitat, aigua i gas. El Lopes no vol sentir a parlar més d'ecologisme i li posa un ultimàtum al David perquè tot torni a la normalitat. Aquest fa cas omís a les ordres del Lopes i es radicalitza totalment. Així que tapia el pis per muntar-hi un hort i portar una vida que no generi cap residus. Mentre el Lopes l'intenta fer fora, el David es torna boig del tot i acaba creant una tribu juntament amb l'Emma. |      |                    |                             |                   |         |  |
| |      |                    |                             |                   |         |  |
| 47 | 4-08 | Tinc un dia normal | Joel Joan                   | Albert Plans      | 2000    |  |
| El David, fart del Nadal i del consumisme que l'envolta, obre els ulls al Lopes i decideixen no celebrar el Nadal i passar aquests dies com si fossin normals. Amb l'excusa de celebrar un dia normal, poc a poc comencen a fer el mateix que si haguessin celebrat el Nadal: fan escudella amb carn d'olla, engalanen un arbre de Nadal i celebren un sopar amb torrons i regals. Per altra banda, l'Emma ha estat contractada pel Pare Noel per repartir regals, encara que ella no el coneix i es pensa que és una multinacional molt important que reparteix paquets arreu del món. Després del primer dia de treball, l'Emma arriba congelada, de manera que intenta fer llàstima a la Carbonell i aquesta l'acaba substituint. Per la seva part, el Ramon i la Mercedes compren conjuntament un dècim de loteria com cada any. Després del sorteig, els toca la grossa però el Ramon li diu a la Mercedes que no ha comprat el dècim i així quedar-se tot el premi. La Mercedes s'ensuma alguna cosa i menteix al Ramon dient-li que necessitava els diners per regalar una màquina de diàlisi a la seva germana. - Al final de l'episodi, representa que la Carbonell se'n va a Lapònia amb el Pare Noel i així abandona la sèrie. |      |                    |                             |                   |         |  |
| |      |                    |                             |                   |         |  |

### Cinquena temporada
| Episodi | Codi | Títol              | Director  | Guió                            | Emissió |  |
| --- | ---- | ------------------ | --------- | ------------------------------- | ------- |  |
| |      |                    |           |                                 |         |  |
| 48 | 5-01 | Tinc iaia          | Joel Joan | Mercè Sàrrias                   | 2001    |  |
| La iaia del David, l'Asunción, ha aparegut per sorpresa al pis dels nois perquè diu que sent una cosa en el seu cos que l'indica que d'aquí dos dies es morirà i no vol fer-ho sola. La iaia és una dona de 90 anys una mica curta de vista i d'oïda, de manera que confon al Lopes i a l'Emma amb la dona i l'amant del David respectivament. A més, es queda a dormir a l'habitació del Lopes i ell ha de dormir a la sala en un "plegatin". Queda poca estona perquè la iaia es mori, de manera que decideixen passar tota la tarda resant amb la iaia. Els nois s'adormen mentre la iaia resa i quan es desperten, se la troben amb els ulls ben oberts i totalment quieta. Es pensen que s'ha mort però, de sobte, la iaia es desperta i està molt desorientada, ja no sent que s'hagi de morir. Com que abans de venir al pis va vendre tot el que tenia, ara no té on anar a viure i decideix quedar-se a viure amb els nois per sempre. Aquests estan ben desesperats perquè no poden continuar més així, de manera que intenten desempallegar-se d'ella com poden. |      |                    |           |                                 |         |  |
| |      |                    |           |                                 |         |  |
| 49 | 5-02 | Tinc patató        | Joel Joan | Xavier Bertran                  | 2001    |  |
| La iaia continua pensant que el Lopes és la dona del David, ella li diu Lupe, i ell ja n'està fart de tenir-la tot el dia a sobre perquè no pot fer la seva vida normal, de manera que decideixen demostrar-li que és un home. L'únic que se'ls acudeix és que el Lopes li ensenyi el penis a la iaia, però quan ho fa, amb els nervis, el fred i el pèl, se li encongeix tan que la iaia es pensa que li ensenya la vulva. El Lopes s'adona que té uns hàbits semblants al d'una dona, de manera que ho accepta i es comença a comportar com la dona del David. Per acabar-ho d'adobar, ja fa tres dies que no apareix per la ràdio i la Mercedes el visita per demanar-li explicacions, i en veure'l, li dona un llibre d'autoajuda perquè torni l'endemà. Per altra banda, l'Emma també pateix el caràcter de la iaia perquè es pensa que és l'amant del David, i la iaia no la deixa baixar al pis ni menjar un simple iogurt. Cada nit intenta baixar d'amagat al pis per menjar-se el iogurt, però la iaia sempre li prepara una nova sorpresa i se n'ha d'anar amb la cua entre cames. |      |                    |           |                                 |         |  |
| |      |                    |           |                                 |         |  |
| 50 | 5-03 | Tinc talent        | Joel Joan | Núria Furió                     | 2001    |  |
| El Lopes ha acceptat l'encàrrec de fer de "negre" d'en Quim Monzó per escriure-li uns contes. Per la seva part, el David ha decidit fer de director de cinema i rodar una pel·lícula però abans necessita escriure un guió. Així doncs, els dos es troben a casa per escriure les seves idees però no se'ls acut res. Davant la falta d'idees, el David decideix rodar la pel·lícula sense guió i contracta els seus companys de l'Institut del Teatre, però com que no els dona guió ni cap referència sobre els personatges, els companys no saben què fer i se'n van. Després ho prova amb l'Emma i la iaia, però tampoc funciona i finalment decideix filmar paisatges. Mentrestant, al Lopes li ha vingut la inspiració mentre era a la ràdio i escriu els contes en hores de feina. Després d'entregar els contes, el Monzó bat records de vendes amb els contes publicats i el Lopes, una mica envejós, li confessa a la Mercedes que ell és el "negre" del Monzó. La Mercedes convida el Monzó a Ràdio Bofarull per entrevistar-lo i li prepara un parany perquè confessi, però de sobte, apareix el Sergi Pàmies per acusar al Monzó de plagi. Encara s'enreda més tot quan el Lopes diu que és el secretari del Monzó i confessa que va copiar els contes de la Maria de la Pau Janer. |      |                    |           |                                 |         |  |
| |      |                    |           |                                 |         |  |
| 51 | 5-04 | Tinc bolero        | Joel Joan | Albert Plans                    | 2001    |  |
| Com cada any, la iaia vol participar en el viatge que organitza la parròquia. El David està fart d'acompanyar-la cada any a Lourdes i convenç al Lopes perquè hi vagi ell, però resulta que aquest any se'n van a Cuba i es mort d'enveja quan se n'assabenta. El Lopes torna del viatge acompanyat de la Diana, una cubana amb qui es vol casar perquè així ella pugui aconseguir la nacionalitat espanyola i poder treballar a Catalunya. Perquè la Diana pogués venir, el Lopes va falsificar el bitllet d'avió de la iaia i ella es va quedar a Cuba. El David s'ofereix per a casar-se amb la Diana amb l'excusa que ell és molt ric i això li obrirà més portes per trobar feina. Es produeix un conflicte entre els nois ja que tots dos s'han enamorat de la Diana, però només el que renunciï a l'amor s'hi podrà casar ja que ella només es vol casar pels papers i se'n va a treballar a Finlàndia. Tot i això, la Diana també sent alguna cosa pel Lopes. - La cantant Lucrecia es representa a si mateixa en la festa cubana que organitzen per la Diana. |      |                    |           |                                 |         |  |
| |      |                    |           |                                 |         |  |
| 52 | 5-05 | Tinc alternativa   | Joel Joan | Mercè Sàrrias                   | 2001    |  |
| El David ha estat seleccionat per actuar en una obra de teatre alternativa. Mentrestant, al Lopes li ha tocat un premi de 3 milions al sorteig de la ONCE però no sap en què gastar-los. Inicialment, tothom li suggereix que aprofiti per liquidar els crèdits que té demanats però el David el convenç perquè inverteixi els diners en teatre alternatiu, principalment en el muntatge on està treballant ell ja que necessiten diners per tirar-lo endavant. El Lopes accedeix a veure una representació abans d'acceptar la proposta, però poc a poc hi va introduint canvis perquè no li agrada prou. Per altra banda, el Ramon s'ha posat malalt i se n'ha anat a casa dels nois perquè la iaia el cuidi. Allà es comença a recuperar però ell vol seguir malalt durant molt temps perquè és feliç, de manera que intenta posar-se malalt un altre cop amb l'ajuda de l'Emma. - El director de l'obre de teatre és l'Àlex Rigola. |      |                    |           |                                 |         |  |
| |      |                    |           |                                 |         |  |
| 53 | 5-06 | Tinc ràbia         | Joel Joan | Xavier Bertran                  | 2001    |  |
| Els nois comencen a estar farts de l'optimisme que desprèn l'Emma i han decidit obrir-li els ulls perquè vegi que la vida no és tan bonica com ella es pensa. Primer intenten parlar amb ella però l'Emma passa d'ells i a més, s'encapritxa d'un canari que hi ha vingut volant, al qual anomena Marujito. Com que el diàleg no ha funcionat, decideixen alliberar el Marujito d'amagat. En veure que el Marujito s'ha escapat, l'Emma s'ensorra totalment i comença a beure whisky per oblidar les penes. Per altra banda, la Mercedes ha de marxar uns dies a París i ha de deixar la ràdio a càrrec del Ramon perquè el Lopes és de vacances. Com que se sent sol, el Ramon convida la iaia perquè li faci companyia. Passen els dies i la iaia també convida els seus amics, de manera que la l'emissora sembla un casal d'avis i el Ramon no pot treballar bé. |      |                    |           |                                 |         |  |
| |      |                    |           |                                 |         |  |
| 54 | 5-07 | Tinc molta cara    | Joel Joan | Núria Furió                     | 2001    |  |
| El David ha aconseguit un paper a la sèrie de televisió de TV3 "A cor trencat", que s'emet en directe. El problema és que sempre apareix amb la cara desfigurada i al carrer no el reconeix ningú, cosa que no pot suportar perquè ell vol ser famós. El David parla amb la productora perquè canviar el guió i així li reconstrueixin la cara al més aviat possible, però s'haurà d'esperar uns quants anys com indica el guió original. Després de la conversa, el David continua en desacord i decideix canviar el guió mentre s'està gravant l'escena. Per la seva part, el Lopes intenta demostrar que ell no mira mai la televisió perquè no és gens cultural, però no se'l creu ningú, i a més, al final s'acaba enganxant a la sèrie del David. Per altra banda, la iaia no és capaç de diferenciar la ficció de la realitat, i es pensa que tot el que li passa al David a la sèrie és real. |      |                    |           |                                 |         |  |
| |      |                    |           |                                 |         |  |
| 55 | 5-08 | Tinc escaiola      | Joel Joan | Albert Plans                    | 2001    |  |
| El Lopes té un somni molt estrany, primer va pel carrer sense pantalons, i després veu la Mercedes vestida de carioca a la ràdio. Quan es desperta, parla amb el David i de sobte, apareix una cabra a casa. El Lopes no entén res i el David el convenç que encara està somiant. El Lopes ja n'està fart d'estar conscient en el seu somni i decideix tirar-se del balcó per despertar-se, però resulta que apareix en un somni del Ramon mentre aquest fa una bacanal. El Lopes decideix tirar el Ramon per la finestra perquè es desperti, i tot seguit apareixen el Lopes, el David i el Ramon fent d'escultures en el luxós despatx de la Mercedes. Seguidament desperten la Mercedes i tots apareixen en el somni del David que està apunt de guanyar un Oscar. Després apareixen al somni de la iaia, després al de l'Emma… |      |                    |           |                                 |         |  |
| |      |                    |           |                                 |         |  |
| 56 | 5-09 | Tinc classe        | Joel Joan | Mercè Sàrrias                   | 2001    |  |
| La Mercedes vol fer un contracte professional al Lopes però fa menester el seu títol de llicenciat. El problema és que el Lopes no va acabar la carrera per culpa d'una assignatura i ara haurà de tornar a la universitat si vol el nou contracte. El Lopes es vesteix i es comporta igual que quan era jove però poc a poc descobreix que la universitat ha canviat molt i ara els companys de classe són molt competitius entre ells. Més endavant convoca una assemblea per declarar una vaga però necessita el suport dels altres estudiants. Per altra banda, el David comença a sospitar de la relació tan bona que mantenen el Ramon i la seva iaia. Llegint un article s'adona que els dos es comporten com si estiguessin enamorats i ho fa saber al Ramon. Aquest queda al·lucinat i fuig per evitar el contacte amb la iaia. Després d'uns dies, la iaia nota l'absència del Ramon i el va a visitar, però el Ramon ja no en vol saber res d'ella i acaben discutits i enfonsats. |      |                    |           |                                 |         |  |
| |      |                    |           |                                 |         |  |
| 57 | 5-10 | Tinc una revelació | Joel Joan | Xavier Bertran                  | 2001    |  |
| El David ha descobert la figura de Jesucrist i, mentre la iaia li explica detalls de la seva vida, comença a veure moltes similituds i paral·lelismes entre ell i Jesucrist. Per altra banda, una amiga del Lopes ha vingut a visitar Barcelona i ell li fa de guia turístic. El Lopes li presenta la Lucy al David i ambdós senten una atracció física mútua. El problema és que David ara se sent molt identificat amb Jesús i percep aquesta noia com una temptació del dimoni. Per tal d'evitar aquestes temptacions, el David s'haurà d'enfrontar a la Lucy per reforçar la seva fe i vèncer el diable. |      |                    |           |                                 |         |  |
| |      |                    |           |                                 |         |  |
| 58 | 5-11 | Tinc dobles        | Joel Joan | Núria Furió                     | 2001    |  |
| El David i el Lopes han tornat a discutir i ja n'estan farts l'un de l'altre, de manera que decideixen separar-se. El Lopes se'n va del pis i s'instal·la en un altre molt petit, però tot i això, no pot pagar el lloguer tot sol i troba un company que és clavat a ell, el Gómez. Per altra banda, la iaia troba a faltar el Lopes, de manera que el David també busca un nou company i troba el Daniel, que també és el seu doble. Després de passar una nit amb els respectius nous companys, ja no s'aguanten i decideixen intercanviar-se'ls per provar. Ara tots estan bé, però resulta que el Daniel i el Gómez ja es coneixien de fa temps i com qui no vol la cosa, s'acaben instal·lant junts i el David ha de tornar a viure amb el Lopes. Per altra banda, al Stasky tothom li pregunta si el seu nom ve de la sèrie Starsky i Hutch però ell, que no la coneix, ja n'està fart que li preguntin. |      |                    |           |                                 |         |  |
| |      |                    |           |                                 |         |  |
| 59 | 5-12 | Tinc ritme         | Joel Joan | Núria Furió i Sergi Pompermayer | 2001    |  |
| Episodi especial en forma de musical, on els protagonistes canten diverses cançons amb lletres escrites especialment per la sèrie. Han arribat les vacances d'estiu i el David se'n va a la platja a lligar. El Lopes no té vacances però la Mercedes vol muntar un stand de Ràdio Bofarull a la platja així aprofitar per prendre el sol, de manera que el Lopes i el Ramon també van a la platja però a treballar. Per altra banda, l'Stasky munta una guingueta a la platja, el «Maurici Bitch», per guanyar molts diners estafant els "guiris" i l'Emma també hi anirà a vendre cocos robats. Tots situats a la platja de la Barceloneta, el David es fa passar per un socorrista per lligar amb una noia que té un germà petit molt pesat. El Ramon i el Lopes aprofiten l'absència de la Mercedes per punxar una cançó molt llarga per abandonar l'stand mentre se'n van a lligar gràcies a uns tangues que té el Ramon. Mentrestant, l'Emma té problemes amb un policia que la vigila perquè no té el permís de venda ambulant. |      |                    |           |                                 |         |  |
| |      |                    |           |                                 |         |  |

### Sisena temporada
| Episodi | Codi | Títol                               | Director  | Guió                               | Emissió |  |
| --- | ---- | ----------------------------------- | --------- | ---------------------------------- | ------- |  |
| |      |                                     |           |                                    |         |  |
| 60 | 6-01 | Tinc set de venjança                | Joel Joan | Núria Furió                        | 2002    |  |
| L'agent municipal Àngel Fontanilles i Cruïlles apareix al pis per tornar una xancleta que es va deixar l'Emma a la platja. L'agent la perseguia per la platja perquè l'Emma venia cocos de forma il·legal, però ara ha tornat perquè n'està enamorat. Els dos comencen a sortir però l'Àngel, que és molt estricte amb les normes, té un conflicte d'identitat quan veu que l'Emma és una delinqüent però no pot detenir-la perquè l'estima. Per altra banda, l'Stasky té molta feina al bar i el David aprofita per fer-li una broma, pixant dins la seva cervesa. El Ramon i la Mercedes obliguen David a demanar perdó a l'Stasky, i aquest el perdona avisant-lo que hi haurà venjança. Passen els dies i el David es torna paranoic esperant la gran venjança de l'Stasky. |      |                                     |           |                                    |         |  |
| |      |                                     |           |                                    |         |  |
| 61 | 6-02 | Tinc herbetes                       | Joel Joan | Albert Plans                       | 2002    |  |
| La iaia porta uns dies que pateix insomni i a casa dels nois no dorm ningú. Truquen al Doctor Prim perquè la visiti i aquest els suggereix que li donin una mica de marihuana perquè tingui son. Els nois van a comprar-ne una mica per preparar-li una infusió a la iaia, però els estafen. Després arriba l'Emma i els n'ofereix d'una planta que té al balcó. El Lopes, al·lucinat perquè l'Emma té una planta a casa seva, requisa la planta i munta una mena de consultori al menjador per donar-ne només com a medicament. La notícia s'escampa i la Mercedes també li demana droga. El Ramon convida un veí seu perquè el Lopes l'entrevisti a la ràdio, però resulta ser un policia que precisament ha escrit un llibre sobre traficants de droga. El Lopes ja no aguanta més la pressió i es vol entregar per possessió de marihuana. Per altra banda, el David es fuma uns quants porros i durant una estona es torna molt generós. |      |                                     |           |                                    |         |  |
| |      |                                     |           |                                    |         |  |
| 62 | 6-03 | Tinc tota la vida per endavant      | Joel Joan | Mercè Sàrrias                      | 2002    |  |
| L'Oriol s'acaba de jubilar i s'instal·la al pis dels nois per poder gaudir de la seva nova vida amb molta il·lusió. Ràpidament s'adona que això de no tenir obligacions és molt avorrit i s'està tot el dia a casa sense fer res. El Lopes, preocupat, el convenç perquè s'apunti a un casal d'avis per fer activitats. No ho vol acceptar que ja és vell però comença a fer moltes activitats i acaba massa estressat i pateix un atac de cor. Per altra banda, al David tothom li diu que està molt prim. Comença a ser obsessionat per engreixar-se. Es passa tot el dia menjant però el seu pes sempre és el mateix, així que, acomplexat, decideix posar-se molts jerseis a sobre per aparentar ser més gras. |      |                                     |           |                                    |         |  |
| |      |                                     |           |                                    |         |  |
| 63 | 6-04 | Tinc cera                           | Joel Joan | Albert Plans                       | 2002    |  |
| L'Stasky ha muntat un servei de bar a domicili per incrementar els guanys. El problema és que el truquen del Museu de Cera i ell li té pànic, però l'Emma, que és capaç de tot per aconseguir un croissant gratis, porta la comanda al museu però ja no torna. Per altra banda, la Mercedes li demana al Lopes l'horari que farà el pròxim dia i ell ho mal interpreta i comença a fer una planificació exhaustiva de tota la setmana. Després d'acabar la planificació dels seus horaris, decideix muntar tot un congrés amb micròfons, discursos, berenar (brunch) i fins i tot té una hostessa, la iaia. Paral·lelament, el David convenç l'Stasky per anar al museu, però allà s'entretenen i es queden tancats a dins, de manera que truquen al Lopes perquè els ajudi. El Lopes interromp el congrés per muntar una operació de rescat amb la Mercedes, el Ramon i la iaia. |      |                                     |           |                                    |         |  |
| |      |                                     |           |                                    |         |  |
| 64 | 6-05 | Tinc un àngel de la guarda (urbana) | Joel Joan | Núria Furió                        | 2002    |  |
| Per deslliurar-se d'una multa, l'Emma diu als policies que és la xicota de l'Àngel Fontanilles i Cruïlles, l'agent amb qui havia sortit anteriorment però que van tallar. Això li permet cometre moltes infraccions sense rebre càstig de la policia fins que un dia té un accident de cotxe, casualment amb la verdadera xicota de l'Àngel. Així que les porten totes dues a comissaria perquè l'Àngel reconegui la verdadera xicota. Per altra banda, un vell amic del Lopes li proposa tornar a escalar el Pedraforca i ell accepta. Com que no hi vol anar, comença a inventar-se un munt de mentides perquè l'amic el deixi tranquil com per exemple que té una úlcera d'estómac. Mentrestant, el David ha decidit deixar-se créixer la barba i, tot i que gairebé no li creix pèl, es comporta com si tingués una barba força frondosa. |      |                                     |           |                                    |         |  |
| |      |                                     |           |                                    |         |  |
| 65 | 6-06 | Ho tinc tot controlat               | Joel Joan | Mercè Sàrrias                      | 2002    |  |
| L'Emma i l'Àngel preparen el seu casament que serà l'endemà però l'Emma no es vol casar i no sap com ni quan dir-lo a l'Àngel. Al David i al Lopes els ha agafat per sorpresa i ho veuen gens clar, de manera que intenten convèncer l'Emma perquè li ho digui el més aviat possible per evitar més maldecaps, però ella està molt tranquil·la perquè ja ho té tot controlat. Arriba el dia del casament i l'Emma encara no li ha comentat res a l'Àngel, de manera que van a l'església i es casen perquè no troba el moment adequat. Ja a la nit, els nois tornen a casa borratxos i arriba l'Emma que s'ha escapat perquè es penedeix del que ha fet. L'Àngel arriba més tard cercant l'Emma i els nois parlen amb ell per explicar-li que ella no es volia casar, però ell l'estima molt i accepta totes les condicions que li posa l'Emma per viure junts. |      |                                     |           |                                    |         |  |
| |      |                                     |           |                                    |         |  |
| 66 | 6-07 | Tinc piu piu                        | Joel Joan | Xavier Bertran i Sergi Pompermayer | 2002    |  |
| El Marujito porta tota la nit cantant i el David i el Lopes no poden dormir. El David decideix matar-lo però el Lopes ho evita a l'últim moment quan veu un anunci sobre un concurs de cant de canaris. El Lopes l'inscriu al concurs però el Marujito no canta pas a causa de la tensió, de manera que un home li ven un líquid per relaxar-lo quan comenci l'actuació. El Marujito comença a passar totes les eliminatòries fins a arribar a la final però el Lopes s'ha passat amb les dosis i el Marujito està ben dopat. Per altra banda, la iaia comença a estar preocupada perquè no entén el llenguatge dels joves. El Ramon s'ofereix voluntari per fer-li classes de català modern i quan es troba el David el deixa al·lucinat amb la seva nova forma de parlar. Tot i això, la iaia no se'n veu en cor de continuar parlant així, i ara és el David que està preocupat per la iaia. |      |                                     |           |                                    |         |  |
| |      |                                     |           |                                    |         |  |
| 67 | 6-08 | Tinc un tresor                      | Joel Joan | Albert Plans                       | 2002    |  |
| El Pol torna de Madrid un parell de dies i el David li organitza una festa sorpresa. Després de la festa, el David i el Pol tornen a quedar per sopar però s'adonen que no saben de què parlar. Per altra banda, l'Stasky no coneix el Pol i li parlen tan bé d'ell que es posa gelós perquè consideren que era millor cambrer que ell. Per fer-los canviar d'opinió, comença a fer el mateix que feia el Pol abans. Pel que fa a la Iaia, està decebuda perquè ningú li fa cas i un dia treu les seves joies per netejar-les i resulta valen una fortuna. El Lopes queda al·lucinat i comença a tractar-la com una reina perquè li doni les joies quan es mori. |      |                                     |           |                                    |         |  |
| |      |                                     |           |                                    |         |  |
| 68 | 6-09 | Tinc una cyberamiga                 | Joel Joan | Núria Furió                        | 2002    |  |
| La Mercedes ha instal·lat un ordinador al control de so de la ràdio per modernitzar-la. Tot i la por inicial que té el Lopes, ràpidament s'enganxa als xats per conversar amb gent i comença a fer-se amic d'una noia, la Guillermina. S'envien mútuament una fotografia però com que el Lopes no en té cap a mà, li envia una del David. Mentrestant, el David cerca xicota desesperadament penjant cartells per la ciutat per tenir relacions sexuals. Més endavant, la Guillermina ve a Barcelona per motius de feina i es troba el David pensant-se que és el Lopes. El David i el Lopes s'enfronten per sortir amb ella i el Lopes li boicoteja la cita que el David tenia amb la Guillermina. Per altra banda, per una sèrie de casualitats, l'Emma creu que té poders sobrenaturals i tot el que pensa es fa realitat. |      |                                     |           |                                    |         |  |
| |      |                                     |           |                                    |         |  |
| 69 | 6-10 | Tinc hormones                       | Joel Joan | Albert Plans                       | 2002    |  |
| El Lopes i la Guillermina porten una setmana sortint junts però encara no han pogut fer l'amor. El Ramon decideix ajudar-los i munta una festa a casa seva perquè així quedin sols. Malauradament, el Ramon, el David, l'Stasky i l'Emma queden atrapats a l'ascensor, i la iaia, que també estava convidada a la festa, torna cap a casa perquè no pot pujar. El Lopes i la Guillermina estan a punt de començar quan la iaia torna a casa, de manera que decideixen anar a la ràdio però allà, es troben Mercedes que s'està enrotllant amb el guarda de seguretat. Finalment, decideixen anar a la residència on dorm la Guillermina però allà els enganxa la vigilanta de la residència. A més, s'ha fet tan tard que la Guillermina ja ha d'anar-se a la prova que té al Liceu. Mentrestant, els altres continuen esperant dins l'ascensor que algú els vingui a rescatar. |      |                                     |           |                                    |         |  |
| |      |                                     |           |                                    |         |  |
| 70 | 6-11 | Tinc 48 hores                       | Joel Joan | Mercè Sàrrias                      | 2002    |  |
| El David s'ha pixat al llit i vol rentar els llençols sense que ningú se n'adoni però contínuament troba entrebancs que no li permeten fer-ho. Per altra banda, el Lopes i la Guillermina han decidit anar a passar un cap de setmana en una cabana a la muntanya, però el David li fa veure el Lopes que això és molt perillós perquè no aguantaran tan de temps junts sense saber què fer. Mentrestant, la iaia descobreix el secret del David i penja els llençols al balcó perquè ho vegi tothom, incloses les noies que el David porta a casa per lligar. Després d'això, el David prova diversos mètodes per deixar de pixar-se al llit. Finalment, el Lopes se'n va amb la Guillermina però porta un piló d'entreteniments i idees perquè no hi hagi moment per avorrir-se. |      |                                     |           |                                    |         |  |
| |      |                                     |           |                                    |         |  |
| 71 | 6-12 | Tinc un cacau                       | Joel Joan | Núria Furió                        | 2002    |  |
| El Lopes i la Guillermina han decidit casar-se però el Lopes ha de demanar abans el divorci amb la Diana, la cubana amb qui es va casar perquè ella aconseguís la nacionalitat espanyola. Així que el Lopes viatja a Finlàndia per arreglar els papers amb la Diana. Un cop allà, comencen a parlar i es confessen que estaven enamorats l'un de l'altre, deixant escapar una gran oportunitat per estar junts. Quan torna de Finlàndia, se sent orgullós de no haver cedit davant la temptació però llavors s'adona que era una ocasió única d'anar al llit amb la Diana i que ningú se n'hagués assabentat. Mentrestant, el David i la Guillermina si que van fer l'amor i ara el David té molts remordiments i ha de confessar-li al Lopes, però la Guillermina li fa entendre que és millor que no ho faci. Per altra banda, l'Emma es fa la prepotent davant la Mercedes i l'Stasky perquè sap traduir qualsevol paraula del castellà al català, però el l'Stasky comença a buscar paraules i al final en troba una que l'Emma no sap traduir. |      |                                     |           |                                    |         |  |
| |      |                                     |           |                                    |         |  |
| 72 | 6-13 | Tinc remordiments                   | Joel Joan | Mercè Sàrrias                      | 2002    |  |
| El David encara no ha confessat al Lopes que va anar al llit amb la Guillermina i ara pateix un greu atac d'ansietat degut als molts remordiments que té. Tancat a casa es passa el dia pensant què passarà quan ho confessi, però quan ho intenta no s'acaba d'atrevir. El Lopes veu que el David està estrany i depressiu, de manera que demana un crèdit per comprar-li una moto nova al David que encara l'ensorra més perquè se sent molt culpable. Finalment, el David ho confessa tot i ara és el Lopes que es deprimeix i se'n va al bar on es queda assegut i totalment immòbil i mut. Mentrestant, la Guillermina debuta al Liceu en l'òpera Un ballo in maschera. |      |                                     |           |                                    |         |  |
| |      |                                     |           |                                    |         |  |
| 73 | 6-14 | Tinc touchdown                      | Joel Joan | Albert Plans                       | 2002    |  |
| Episodi especial on es parodia com uns amics poden aconseguir la glòria jugant a futbol americà. El David ha fet unes proves per entrar als Barcelona Dragons i l'han contractat per ser el waterboy, el noi que porta l'aigua. El quarterback de l'equip es lesiona i el David el substitueix, llavors, quatre jugadors més causen baixa després que la iaia els intoxiqui per equivocació. L'entrenador està apunt de retirar l'equip pocs dies abans de jugar la gran final, però el David el convenç que ell trobarà els substituts: l'Emma, el Ramon, l'Stasky i el Lopes. Després d'un entrenaments lamentables, arriba el dia del gran partit i els substituts no estan prou preparats per jugar. - A l'inici del partit, la Núria Feliu canta l'himne dels Estats Units en català. - Al final de l'episodi s'explica el futur de cada protagonista després del partit. |      |                                     |           |                                    |         |  |
| |      |                                     |           |                                    |         |  |